# Victor Ottmann
Victor August Paul Ottmann (* 17. April 1869 in Breslau; † 1944) war ein deutscher Schriftsteller, Verleger, Herausgeber, Buchhändler, Bibliophiler und Autographensammler.

## Leben
Victor Ottmann war der Sohn eines Eisenbahndirektors. Er besuchte das Gymnasium in Guben und lebte im Jahr 1886 für kurze Zeit als Buchhändler in Frankfurt (Oder).
Von etwa 1890 bis zu seinem Tode 1944 war Ottmann als Autor und Herausgeber zahlreicher Bücher, Feuilletons und Zeitschriftenartikel sowie als Buchhändler und Verleger aktiv.
Im August 1891 wurde er „in Firma Victor Ottmann in Leipzig“ in den Börsenverein der Deutschen Buchhändler aufgenommen. Im Jahr 1891 organisierte Ottmann in Berlin das Verlagsunternehmen „Verein der Bücherfreunde“. Im selben Jahr, also 1891, erschien sein Buch Gründung einer Verlagsbuchhandlung. Ottmann bereiste, zum Teil zu Fuß, Österreich, Oberitalien, die Schweiz und Bayern. Seine eigene – wirtschaftlich nicht sehr erfolgreiche – Verlagsbuchhandlung in Leipzig musste er bereits nach gut zweieinhalb Jahren schließen.
Als Herausgeber von „Ottmann’s Bücherschatz, Bibliothek zeitgenössischer Schriftsteller“ war Victor Ottmann ab 1891 in Leipzig tätig. Bei dem „Bücherschatz“ handelte es sich um ein „… Sammelwerk, welches sich zur Aufgabe macht, gute belletristische Litteratur zu einem wohlfeilen Preise zu liefern… 365 Seiten werden hier auf holzfreiem Papier in gutem Drucke für 1 M. geboten“.
Ottmann verlegte ab Herbst 1891 die vierteljährlich in Leipzig erscheinende Zeitschrift Litterarische Echo, Rundschau für Litteratur und populäre Wissenschaft. (nicht zu verwechseln mit Das Literarische Echo – Halbmonatschrift für Literaturfreunde). Diese Zeitschrift stellte ihr Erscheinen wohl bereits ein Jahr später, 1892, wieder ein.
Er schrieb zahlreiche, meist feuilletonistische Beiträge zu Zeitschriften wie Jugend – Münchner illustrierte Wochenschrift für Kunst und Leben, der Zeitschrift für Bücherfreunde, Die Woche, Daheim und Die Werkstatt der Kunst: Organ für die Interessen der bildenden Künstler sowie zum Berliner Lokal-Anzeiger, einer auflagenstarken, durch Anzeigen finanzierten Berliner Tageszeitung.
Am 1. Januar 1899 gründeten Fedor von Zobeltitz, Victor Ottmann, Eduard Heyck, Arthur Jellinek (1851–1929), Georg Witkowski, Joseph Kürschner, Gotthilf Weisstein und andere in Weimar die Gesellschaft der Bibliophilen. Ihre Ziele waren die Herausgabe anspruchsvoller Publikationen und das Informieren über Bibliophilie und Bibliographie. Victor Ottmann wurde Sekretär der Gesellschaft der Bibliophilen. Als ihr offizielles Organ fungierte zu Anfang die von Fedor von Zobeltitz herausgegebene Zeitschrift für Bücherfreunde. Ihre erste Veröffentlichung war ein Faksimile-Druck einer Goethe-Handschrift von 1769, Die Mitschuldigen. Ihre zweite Veröffentlichung, Victor Ottmanns Jakob Casanova von Seingalt, führte zu Streitigkeiten innerhalb des Vorstands und schließlich zum Ausscheiden Ottmanns aus der Gesellschaft der Bibliophilen.
Um 1899/1900 herum zog Victor Ottmann, damals noch Sekretär der Gesellschaft der Bibliophilen, von München, Theresienstraße 54, nach Stuttgart in die Hasenbergstrasse 19 um. In München hat Ottmann zeitweilig auch in der Franz-Josef-Str. 3 gewohnt.
Victor Ottmann war Herausgeber der Süddeutschen Feuilleton-Korrespondenz. Seit 1901 war er Herausgeber von siebzehn Bänden der Jahrbücherreihe „Das große Weltpanorama“, die im Verlag Wilhelm Spemann in Stuttgart erschien.
Ab 1902 lebte Victor Ottmann in Berlin und arbeitete als freier Schriftsteller.
Ottmann war Reiseberichterstatter des im Verlag August Scherl erscheinenden Berliner Lokal-Anzeigers.
Zu Beginn des 20. Jahrhunderts hielt Ottmann sich zwei Jahre lang in Ägypten auf.
Ottmann unternahm im Jahr 1904 im Auftrag des August-Scherl-Verlags eine Weltreise durch Kanada, Kalifornien, Mexico, Hawaii, Japan, die Philippinen, China, Java (Indonesien) und Sri Lanka (damals: Ceylon). Seine Reiseeindrücke schilderte in einer Reihe von Briefen im Berliner Lokal-Anzeiger. In Buchform veröffentlichte er die Schilderung seiner Reiseerlebnisse im Jahr 1905 unter dem Titel Rund um die Welt im Verlag August Scherl in Berlin. Einen großen Teil der Fotografien, die seinen Reisebericht illustrieren, hat Ottmann selbst aufgenommen. Er veröffentlichte im Jahr 1909 eine Anleitung für Reisefotografie unter dem Titel Der Amateur-Photograph auf Reisen. Winke für die Ausbildung zum erfolgreichen Kameratouristen im Verlag des Foto-Industriellen Emil Wünsche in Dresden.
Ottmann hat noch weitere große Reisen unternommen. Er bereiste unter anderem Ägypten, die westindischen Antillen-Inseln, Belgien, Italien, Lappland, Malta, Marokko und Palästina, und veröffentlichte darüber Reiseberichte und Reiseführer. Er war auch als Herausgeber für Reiseliteratur tätig: Er gab die Bücher des Tierhändlers, Plantagenbesitzers, Filmproduzenten und Schriftstellers John Hagenbeck heraus, mit dem ihn auch eine Freundschaft verband.
Um 1914 lebte Victor Ottmann in Berlin W 30 (Schöneberg) in der Speyerer Straße 7.
Ottmann positionierte sich gegen den Schweizer Maler Ferdinand Hodler, als dieser einen Protestbrief gegen den Beschuss der Kathedrale von Reims durch die deutsche Artillerie im Ersten Weltkrieg unterschrieb.
Im Ersten Weltkrieg hat Victor Ottmann sich offenbar zeitweilig in Rumänien (Siebenbürgen) aufgehalten.
Im Februar 1921 gründete er den Janus-Verlag Victor Ottmann in Berlin-Schöneberg.
1933 wurde Victor Ottmann als Mitglied in den Verein für die Geschichte Berlins aufgenommen, eingeführt durch Ernst Kaeber. Ottmann wohnte damals in Berlin-Friedenau, in der Kaiserallee 99/100 Offenbar hatte er sich bereits im Jahr 1921 zur Aufnahme in diesen Geschichtsverein angemeldet; eingeführt durch Hans Brendicke.
Victor Ottmann war Mitglied in der Reichskulturkammer.

## Publikationen von Victor Ottmann (Auswahl)

### Als Autor: Bücher (Auswahl)

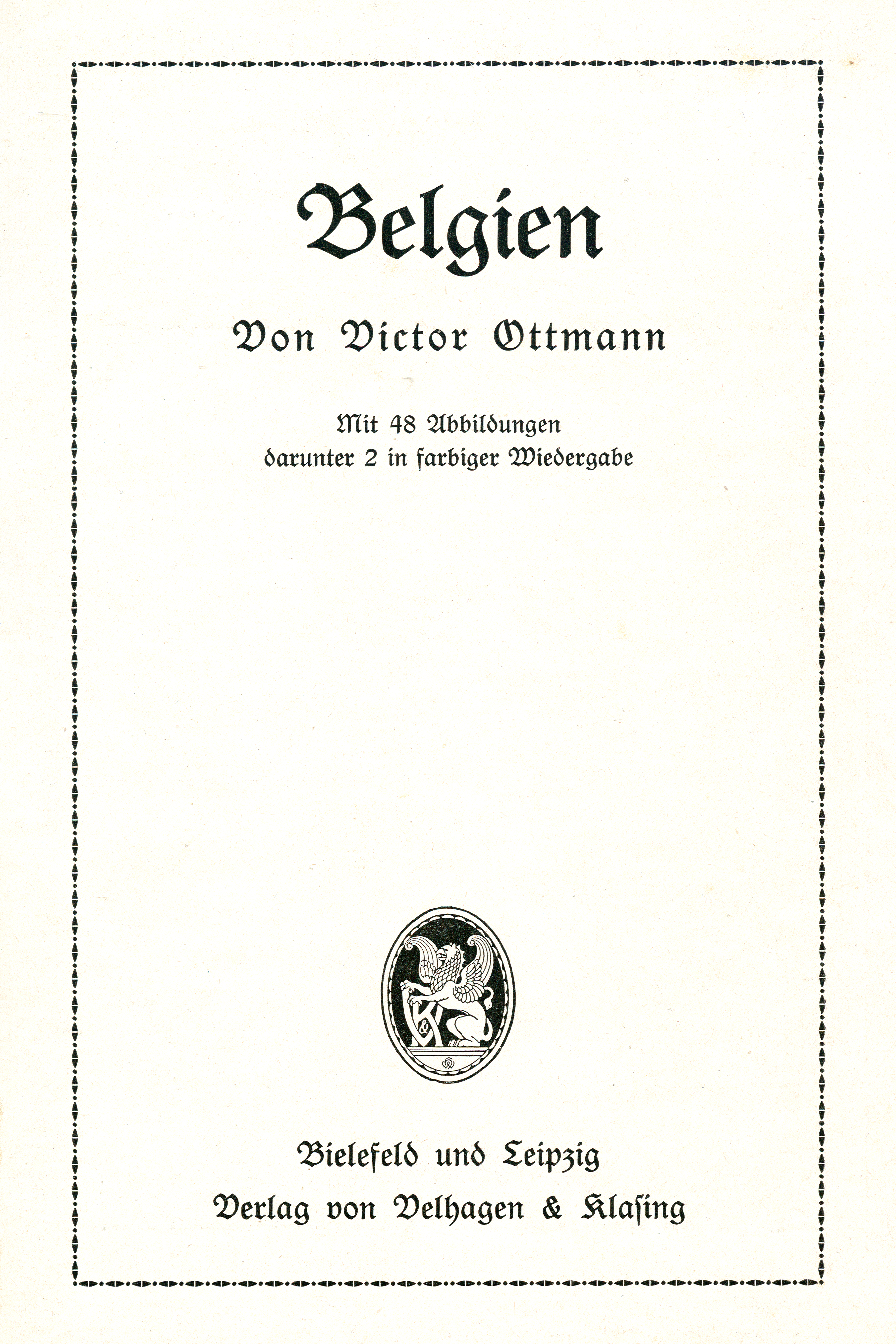
Victor Ottmann: Belgien; Innentitel

- Streifzüge in Toskana, an der Riviera und in der Provence. Mit 9 ganzseitigen und 116 Textbildern nach photographischen Aufnahmen. Verlag des Vereins der Bücherfreunde Schall & Grund, Berlin, ohne Jahr (1890er Jahre)
- Gründung einer Verlagsbuchhandlung. 1891
- Jakob Casanova von Seingalt. Sein Leben und seine Werke. Nebst Casanovas Tragikomödie „Das Polemoskop“. Stuttgart 1900.
- Die Kunst im Kleide. 787: Die Kostümkunde. Kapitel in: Spemanns goldenes Buch der Kunst, Eine Hauskunde für Jedermann. Verlag von W. Spemann, Berlin / Stuttgart 1901, S. 618; urn:nbn:de:gbv:wim2-g-3270177
- Von Marokko nach Lappland. W. Spemann-Verlag, Berlin / Stuttgart, 1904
- Rund um die Welt. Verlag A. Scherl, Berlin 1905; Textarchiv – Internet Archive.
- Nach dem Pharaonenlande. Eine Reise auf Umwegen. Mit 50 Illustrationen. Allgemeiner Verein für Deutsche Literatur, Berlin 1908. 2. Auflage: Berlin 1908
- Die Eroberung des Erdballs – Beobachtungen, Erlebnisse und Taten geografischer Forscher. Verlag Spemann, Stuttgart, 1908.
- Der Amateur-Photograph auf Reisen. Winke für die Ausbildung zum erfolgreichen Kameratouristen. Verlag von Emil Wünsche, Dresden 1909 (8 Tafelbilder, 47 Seiten)
- Schriftsteller der Gegenwart 1910 – Biographien und Charakteristiken. ca. 1910
- Volksbücher der Erdkunde (Nr. 23: Die Riviera: Nervi und Rapallo). Verlag Velhagen und Klasing, 1911 (mit 30 zum Teil farbigen Abbildungen und einer Übersichtskarte)
- Volksbücher der Erdkunde (Nr. 78: Die Riviera: Nizza und Monte Carlo). Velhagen & Klasing, Bielefeld / Leipzig um 1913 / ca. 1920
- Volksbücher der Erdkunde (Nr. 70: Die Riviera: San Remo und Mentone). Velhagen & Klasing, ohne Jahr (um 1910)
- Volksbücher der Erdkunde (Nr. 120: Belgien). Velhagen & Klasing, ohne Jahr (1910er Jahre; mit 48 Abbildungen, darunter 2 in farbiger Wiedergabe)
- Ägypten. Kunst und Natur in Bildern (80 Originalaufnahmen / Text von Victor Ottmann). Verlag Brüder Rosenbaum, Wien / Leipzig 1912
- Goldene Worte Hindenburgs: Aussprüche und Kundgebungen nebst e. Lebensbilde d. Feldherrn. Mit Bildn. u. Buchschmuck von Rud. Müller-Halensee (1918). Busse, Berlin 1918, 75 Seiten
- Mexikaner – ein Buch über Land und Leute in Mexiko. Nummer 9 der Zellenbücherei. Verlag Dürr & Weber, 1920
- Der Orchideenjäger. Erlebnisse und Abenteuer im tropischen Amerika. 1922
- Unter dem Gluthimmel der Antillen. Erlebnisse und Abenteuer in Westindien. 1922
- Paul von Hindenburg, des Deutschen Reiches treuer Eckart. Ein Lebens- und Charakterbild. Vaterländische Verlags- und Kunstanstalt, 1925
- Malta und die Malteser. Mit 12 Bildern. Bibliothek der Unterhaltung und des Wissens. Jahrgang 1926.
- Das Wunderland am Nil. Eine Reise nach Ägypten und Palästina. Verlag Reimar Hobbing, Berlin 1927
- Vom Wilden Westen zum Korallenmeer – Erlebnisse und Abenteuer eines Überseedeutschen. Mit 10 Vollbildern von A. Roloff. Deutsche Buchwerkstätten, Leipzig 1927
- Unsere Zeit und das Buch. Verlag August Scherl, Berlin 1930; DNB 575330821
- Deutsche Bilder. Die deutsche Landschaft. München, Carl Gerber, um 1930.
- Goldfieber am Sacramento. Mit dem „Kaiser von Kalifornien“ im Goldland (Spannende Geschichten, Band 101). C. Bertelsmann Verlag, Gütersloh 1943
- Weltfahrt ins Blaue über die sieben Ozeane. Werner Helmer Verlag, Leipzig 1945

### Als Autor: Zeitschriften- und Sammelband-Beiträge (Auswahl)
- Einige Winke für Briefschreiber und Briefempfänger. In: Jugend: Münchner illustrierte Wochenschrift für Kunst und Leben, 1896, 1, S. 456; ub.uni-heidelberg.de
- Jakob Casanova, Chevalier von Seingalt. Ein kulturgeschichtlicher Aufsatz. ( Buchhändler-Akademie, VIII. Band, Heft 8 [1896]).
- Tragödie Gedicht von Victor O[ttman]n. In: Jugend: Münchner illustrierte Wochenschrift für Kunst und Leben, 1896, 1, S. 487.
- Der Selbstbinder [Erzählung]. In: Jugend: Münchner illustrierte Wochenschrift für Kunst und Leben, 1897, 2, S. 400.
- Die erotische Literatur und die Bibliophilen. In: Zeitschrift für Bücherfreunde (Z.f.B.); Monatsheft für Bibliophilie und verwandte Interessen; Organ der Gesellschaft der Bibliophilen, der Deutschen Buchgewerbekünstler und der Wiener Bibliophilen-Gesellschaft, 1897/1898, 1, Band 2, S. 617–621, 1897
- Casanovas Werke und seine litterarische Hinterlassenschaft. Mit Porträt, einer Abbildung und einer facsimilierten Briefbeilage. In: Zeitschrift für Bücherfreunde, Gesellschaft der Bibliophilen (Leipzig, Deutschland), 1898, S. 420–430; Textarchiv – Internet Archive
- Im rosenrothen Nebel [Prosa]. In: Jugend: Münchner illustrierte Wochenschrift für Kunst und Leben, 1899, 4, S. 690–692.
- Eine zeitgemäße Gesellschaft [Erzählung]. In: Jugend: Münchner illustrierte Wochenschrift für Kunst und Leben, 1900, 5, S. 752–753
- Die unsterbliche Matratze [Erzählung]. In: Jugend: Münchner illustrierte Wochenschrift für Kunst und Leben, 1901, 6, S. 163–166, 1901
- Die Kunst im Kleide. 787: Die Kostümkunde. In: Spemanns goldenes Buch der Kunst, Eine Hauskunde für Jedermann. Verlag von W. Spemann, Berlin / Stuttgart 1901, S. 618; urn:nbn:de:gbv:wim2-g-3270177
- Winterlust in Davos. In: Woche. Moderne illustrierte Zeitschrift, Jahrg. 9, Nummer 5, 2. Februar 1907, S. 202–207
- Ein Kapitel vom Junggesellen: [Betrachtung] In: Arena. – Oktav-Ausgabe von Über Land und Meer für den Einzelverkauf – 6(1910/11), S. 698–695.
- Die Imporie. Eine Plauderei für Raucher. In: Die Woche, 25. April 1914, Band 16 (= 16. Jahrgang), Nr. 17, S. 684.
- Die englische Südküste. In: Daheim; 1.1915; sub.uni-hamburg.de
- Kriegsdenkmäler und Künstlerwünsche. In: Die Werkstatt der Kunst: Organ für die Interessen der bildenden Künstler, 7. Mai 1917, 16. Jahrgang, Heft 32, S. 398–399; ub.uni-heidelberg.de
- Kunstauktionen und Bilderpreise. In: Die Werkstatt der Kunst: Organ für die Interessen der bildenden Künstler, 16.1916/1917, 16. Jahrgang, Heft 35, 28. Mai 1917, S. 440–441; ub.uni-heidelberg.de
- Im siebenbürgischen Grenzgebiet. Mit sechs Abbildungen nach Aufnahmen des Verfassers. In: Der Weltkrieg: illustrierte Kriegs-Chronik des »Daheim«. Band 6. Velhagen & Klasing, 1917; sub.uni-hamburg.de
- Die Förderung der Begabten in der Kunst. In: Die Werkstatt der Kunst: Organ für die Interessen der bildenden Künstler, 11. Februar 1918, 17. Jahrgang, Heft 20, S. 169–170; doi:10.11588/diglit.41229.67
- Kunstkritik und Kunstschwätzerei. In: Die Werkstatt der Kunst: Organ für die Interessen der bildenden Künstler, 4. März 1918, 17. Jahrgang 1917/1918, Heft 23, S. 191/192; doi:10.11588/diglit.41229.75
- Die Kunstakademien und die Frauen, Eine Umfrage von Victor Ottmann. In: Die Werkstatt der Kunst: Organ für d. Interessen d. bildenden Künstler, 1918, 17. Jahrgang,
  - Heft 34, 20. Mai 1918, S. 279–282; doi:10.11588/diglit.41229
  - Heft 35, 27. Mai 1918, S. 287–289; doi:10.11588/diglit.41229
  - Heft 36, 3. Juni 1918, S. 293/294; doi:10.11588/diglit.41229.119
- Vom künstlerischen Plagiat. In: Die Werkstatt der Kunst: Organ für die Interessen der bildenden Künstler, 8. April 1918, XVII (17), Heft 28, S. 233–234; ub.uni-heidelberg.de
- Neue Organisationspläne. In: Die Werkstatt der Kunst: Organ für d. Interessen d. bildenden Künstler, 4. Juni 1919, 16. Jahrgang, Heft 36, S. 450–451, ub.uni-heidelberg.de
- Künstlerbriefe. In: Die Werkstatt der Kunst: Organ für d. Interessen d. bildenden Künstler, 12. Juli 1920, 19. Jahrgang, Heft 40, S. 284–285; ub.uni-heidelberg.de
- Etwas von Robinson und seiner Insel. In: Das deutsche Buch für die männliche Jugend. Mit Beiträgen von Waldemar Bonsels, Walter Bloem, Gerhard Stein, Otto Ernst u. a. Dresden 1923, S. 121; 268 Seiten, Inhaltsverzeichnis (DNB)
- Aus den Erinnerungen eines Bibliophilen. In: Philobiblon: eine Zeitschrift für Bücherfreunde, 1934, 7, S. 397–404
- Eine Tigerjagd mit Überraschungen. Nach dem Bericht eines China-Deutschen erzählt von Victor Ottmann. In: Das Neue Universum, 1935, 56, ab S. 115, krakors-welt.de

### Als Autor: Beiträge zumBerliner Lokal-Anzeiger(Auswahl)
- Wovon die jungen Mädchen träumen. In: Berliner Lokal-Anzeiger, 25. Oktober 1903, Nr. 501.
- Zur Verteidigung des japanischen Charakters. In: Berliner Lokal-Anzeiger, 8. Januar 1905, Nr. 13.
- Tanger. In: Berliner Lokal-Anzeiger, 31. März 1905.
- Berliner Radfahrerschmerzen. In: Berliner Lokal-Anzeiger, 26. Juli 1911, Nr. 375.

### Als Herausgeber
- Was soll ich lesen? Aeußerungen deutscher Männer und Frauen. Gesammelt und herausgegeben von Victor Ottmann, eingeleitete von Hermann Heiberg, 75 S., 4°, Pfeilstücker, Berlin, 1895
- Spemanns goldenes Buch der Weltliteratur. Eine Hauskunde für Jedermann (= Spemanns Hauskunde, Band 3), Verlag von W. Spemann, Berlin und Stuttgart, 1901, Redaktion: Victor Ottmann
- Spemanns goldenes Buch des Theaters. Ein Hauskunde für Jedermann (= Spemanns Hauskunde, Band 5). Herausgegeben unter Mitwirkung von Prof. Dr. Rudolph Gnée, Max Grube, Dr. Robert Hessen, Dr. Paul Lindau, Victor Ottmann, Ernst von Possart, Gotthilf Weisstein, Eugen Zabel u. a., Verlag von W. Spemann, Berlin und Stuttgart, 1902
- John Hagenbeck, Fünfundzwanzig Jahre Ceylon: Erlebnisse und Abenteuer im Tropenparadies. Bearbeitet und Herausgegeben von Victor Ottmann. Verlag Deutsche Buchwerkstätten, 1922. (Forgotten Books, 2017); archive.org
- John Hagenbeck, Kreuz und quer durch die indische Welt: Erlebnisse und Abenteuer in Vorder- und Hinterindien, Sumatra, Java und auf den Andamanen. Bearbeitet und herausgegeben von Victor Ottmann. Verlag Deutsche Buchwerkstätten, 1922
- John Hagenbeck, Südasiatische Fahrten und Abenteuer: Erlebnisse in Britisch- und Holländisch-Indien, im Himalaya und in Siam. Bearbeitet und herausgegeben von Victor Ottmann. Verlag Deutsche Buchwerkstätten, 1924 (Severus Verlag, 2015)
- John Hagenbeck, Unter der Sonne Indiens: Erlebnisse und Abenteuer in Ceylon, Vorder- und Hinterindien, Sumatra, Java und auf den Andamanen. Bearbeitet und herausgegeben von Victor Ottmann. Verlag Deutsche Buchwerkstätten, 1926
- Das große Welt-Panorama. Reisen, Abenteuer, Wunder, Entdeckungen und Kulturtaten in Wort und Bild. Ein Jahrbuch für alle Gebildeten. Band 8, 1908
- Theodor Dielitz, Jenseits des großen Wassers. Amerikanische Erinnerungen eines alten Überseedeutschen. Für die Jugend erzählt. Vollständig neu bearbeitet von Victor Ottmann, Berlin. Verlag Winckelmann & Söhne, 1920, 120 Seiten
- Das deutsche Buch für die männliche Jugend. Mit Beiträgen von W. Bonsels, Walter Bloem, Gerhard Stein, Otto Ernst u. a. Dresden 1923

### Als Übersetzer
- Henrik Ibsen, Baumeister Solneß; Schauspiel in drei Akten. Übersetzt von Victor Ottmann (1893), Bibliothek moderner Dramen, Band 1, Verlag Hesse, Leipzig 1893, 100 Seiten, kvk.bibliothek.kit.edu
- Lamprecht, genannt der Pfaffe, Alexanderlied, Neuhochdeutsche Übersetzung mit Einleitung und Kommentar von Victor Ottmann, in [Otto] Hendels Bibliothek der Gesamtliteratur, Halle 1898